# 임부 투여 안전성
임부 투여 안전성(영어: pregnancy category) 또는 태아 위험도 분류는 특정 약물이 임산부에게 투여되었을 경우 태아에 미치게 되는 위험의 정도를 몇가지 등급으로 분류한 것이다.
미국 식품의약국, 오스트레일리아 의약품 평가 위원회에서 제시한 기준이 널리 사용되고 있다.

## 개요
태아 위험도 분류는 의약품이 태아에게 상해를 주는 위험성을 나타내는 분류표이다. 임산부에게 사용되었을 경우를 대상으로 하고 있다. 모유 수유 중에 약제 사용의 위험성은 취급하지 않으며, 의약품에 수반하는 모든 위험성을 취급하는 것은 더더욱 아니다. 별도로 수유 위험도 분류라는 것도 있다.
대한민국이나 일본에는 공인된 태아 위험도 분류가 따로 없기 때문에, 현장 진료에서는 미국의 FDA 분류나 오스트레일리아의 ADEC 분류를 따르는 경우가 많다.

## 미국의 기준
FDA는 1979년에 약물이 태아에 미칠 수 있는 영향을 분류하는 기준을 만들었다.
| A | 통제된 연구에서 위험성이 없었다. 임부에 대한 적절하고 잘 조절된 연구에서, 태아에 대한 위험성이 증명되지 않았다. |
| B | 사람에게 위험하다는 증거가 없다. 동물연구에서는 위험성을 보였으나 사람에서는 보이지 않았다. 또는 사람에 대한 적절한 연구가 실시되지 않았다면, 동물연구에서 태아에 대한 위험성을 보이지 않았다. |
| C | 위험성을 배제할 수 없다. 사람에 대한 연구는 부족하고, 동물연구에서는 태아에 대한 위험성을 보이거나 동물에 대한 연구가 부족하다. 잠재적 위험성에도 불구하고, 약물 사용시의 유익성이 약물사용을 정당화할 수도 있다.                                                                                       |
| D | 위험하다는 증거가 있다. 임상자료나 시판후 자료에서 태아에 대한 위험성을 보인다. 그럼에도 불구하고, 약물 사용의 유익성이 잠재적 위험성을 상회할 수 있다. 생명을 위협하는 상황이나 중증 질환에 사용이 필요한 경우, 보다 안전한 약물을 사용할 수 없거나 보다 안전한 약물이 효과가 없다면 사용할 수도 있다. |
| X | 임신중 투여금기. 동물이나 사람에 대한 연구 또는 임상시험이나 시판 후 보고에서 태아에 대한 위험성이 환자에 대한 어떤 유익성보다 명백히 상회하는 것을 보였다. |

## 오스트레일리아의 기준
오스트레일리아는 조금 다른 분류를 사용하고 있다. B가 세분되어 있다는 점이 특징으로, 오스트레일리아 약물 평가 위원회(ADEC)의 선천적 기형 소위원회에서 만든 것이다.
| A  | 많은 수의 임신 여성과 가임기 여성에 투여시 기형이나 태아에 대한 직간접적인 유해 작용의 빈도 증가가 관찰되지 않았다. |
| B1 | 제한된 수의 임신 여성과 가임기 여성에 투여시 기형이나 태아에 대한 직간접적인 유해 작용의 빈도 증가가 관찰되지 않았다. 약물 등록 지침에 따른 동물실험에서도 태아 손상의 발생을 증가시킨다는 증거는 없었다.               |
| B2 | 제한된 수의 임신 여성과 가임기 여성에 투여시 기형이나 태아에 대한 직간접적인 유해 작용의 빈도 증가가 관찰되지 않았다. 동물실험 자료는 다소 미흡하지만 자료 검토 결과로는 태아 손상의 발생을 증가시킨다는 증거가 없었다. |
| B3 | 제한된 수의 임신 여성과 가임기 여성에 투여시 기형이나 태아에 대한 직간접적인 유해 작용의 빈도 증가가 관찰되지 않았다. 동물실험 자료 검토 결과에서는 태아 손상의 발생이 증가했으나 인체에서의 유의성은 확실하지 않다.    |
| C  | 태아에 유해 작용을 일으켰거나 일으킬 것으로 생각되는 약물이다. |
| D  | 태아에 비가역적인 손상의 빈도 증가를 일으켰거나 일으킬 것으로 생각되는 약물이다. |
| X  | 태아에 영구적인 손상을 일으킬 위험이 높은 약물이다. |

## 같이 보기
- 수유부 투여 안전성
- 소아 투여 안전성
- 노약자 투여 안전성